# جو مورو
جو مورو (انگلیسی: Jo Morrow؛ زادهٔ ۱ نوامبر ۱۹۳۹) هنرپیشه اهل کشور ایالات متحده آمریکا است. وی بین سال‌های ۱۹۵۸ تا ۱۹۷۶ میلادی فعالیت می‌کرد.

## گزیده فیلمشناسی
از فیلم‌ها یا برنامه‌های تلویزیونی که وی در آن نقش داشته‌است می‌توان به آثار زیر اشاره کرد.
- مأمور ما در هاوانا (۱۹۵۹)
- سیزده روح (۱۹۶۰)